# Danuria
Danuria, es un género de las mantis, de la familia Mantidae, del orden Mantodea. Tiene 14 especie reconocidas científicamente.

## Especies
- Danuria affinis
- Danuria angusticollis
- Danuria barbozae
- Danuria buchholzi
- Danuria congica
- Danuria contorta
- Danuria fusca
- Danuria gracilis
- Danuria impannosa
- Danuria kilimandjarica
- Danuria obscuripennis
- Danuria serratodentata
- Danuria sublineata
- Danuria thunbergi